# Псцинно
Псцинно (пол. Pścinno) — село в Польщі, у гміні Битонь Радзейовського повіту Куявсько-Поморського воєводства.
Населення — 238 осіб (2011).
У 1975-1998 роках село належало до Влоцлавського воєводства.

## Демографія
Демографічна структура станом на 31 березня 2011 року:
|          | Загалом | Допрацездатний вік | Працездатний вік | Постпрацездатний вік |
| -------- | ------- | ------------------ | ---------------- | -------------------- |
| Чоловіки | 113     | 24                 | 68               | 21                   |
| Жінки    | 125     | 16                 | 72               | 37                   |
| Разом    | 238     | 40                 | 140              | 58                   |